# Todd Fedoruk
Todd Fedoruk (né le 13 février 1979 à Redwater dans l'Alberta au Canada) est un joueur professionnel de hockey sur glace.

## Carrière en club
Il commence sa carrière en jouant dans la ligue junior de la Western Hockey League pour les Rockets de Kelowna en 1995-1996. Deux saisons plus tard, il est choisi lors du repêchage d'entrée dans la Ligue nationale de hockey par les Flyers de Philadelphie lors de la septième ronde (164e joueur choisi). Il ne fait pas ses débuts dans la LNH immédiatement et patiente en WHL puis en ECHL et enfin dans la Ligue américaine de hockey avant de jouer son premier match pour les Flyers en 2000. Il joue au total quatre saisons pour les Flyers et pratique un jeu assez dur dépassant chaque saison les 100 minutes de pénalité. Il est connu pour participer à de nombreux combats au cours des matchs.
En 2004-2005, lors du lock-out de la LNH, il joue dans la LAH avec les Phantoms de Philadelphie et remporte avec eux la Coupe Calder. Peu de temps après la fin de la grève, il est échangé aux Mighty Ducks d'Anaheim en retour d'un choix de repêchage en 2005. Il connaît alors sa meilleure saison aussi bien pour le nombre de matchs joué (76) que pour les aides (19), les points mais également pour les minutes de pénalités (174 minutes). Un peu plus d'un an plus tard, il revient au sein des Flyers.
Au cours de la saison 2006-2007, il fait parler de lui à plusieurs reprises. La première fois alors qu'il porte encore le maillot des Ducks, il se bat contre Derek Boogaard du Wild du Minnesota et reçoit un coup à la figure. Pour réparer, les dégâts les docteurs lui mettent en place des plaques en titane. Plus tard, au mois de  mars, il se bat encore une fois contre un joueur, Colton Orr des Rangers de New York et après avoir été mis knockout en deux coups, il quitte la glace sur une civière.
Le 10 juillet 2007, il signe un contrat en tant qu'agent libre avec les Stars de Dallas pour une saison. Le 22 novembre de la même année, les Stars le soumette au ballotage et il est réclamé par le Wild du Minnesota.
Le 1er juillet 2008 il signe un contrat de trois ans avec les Coyotes de Phoenix. il n'en joue cependant qu'une seule avec ces derniers, étant échangé l'été suivant au Lightning de Tampa Bay.

## Statistiques
| Saison     | Équipe                   | Ligue      |     | Saison régulière | Saison régulière | Saison régulière | Saison régulière | Saison régulière |   | Séries éliminatoires | Séries éliminatoires | Séries éliminatoires | Séries éliminatoires | Séries éliminatoires |
| Saison     | Équipe                   | Ligue      | PJ  | B                | A                | Pts              | Pun              | PJ               | B | A                    | Pts                  | Pun                  |                      |                      |
| 1995-1996  | Rockets de Kelowna       | LHOu       | 44  | 1                | 1                | 2                | 83               | 4                | 0 | 0                    | 0                    | 6                    |                      |                      |
| 1996-1997  | Rockets de Kelowna       | LHOu       | 31  | 1                | 5                | 6                | 87               | 6                | 0 | 0                    | 0                    | 13                   |                      |                      |
| 1997-1998  | Rockets de Kelowna       | LHOu       | 31  | 3                | 5                | 8                | 120              | -                | - | -                    | -                    | -                    |                      |                      |
| 1997-1998  | Pats de Regina           | LHOu       | 21  | 4                | 3                | 7                | 80               | 9                | 1 | 2                    | 3                    | 23                   |                      |                      |
| 1998-1999  | Pats de Regina           | LHOu       | 39  | 12               | 12               | 24               | 107              | -                | - | -                    | -                    | -                    |                      |                      |
| 1998-1999  | Raiders de Prince Albert | LHOu       | 28  | 6                | 4                | 10               | 75               | 13               | 1 | 6                    | 7                    | 49                   |                      |                      |
| 1999-2000  | Titans de Trenton        | ECHL       | 18  | 2                | 5                | 7                | 118              | -                | - | -                    | -                    | -                    |                      |                      |
| 1999-2000  | Phantoms de Philadelphie | LAH        | 19  | 1                | 2                | 3                | 40               | 5                | 0 | 1                    | 1                    | 2                    |                      |                      |
| 2000-2001  | Phantoms de Philadelphie | LAH        | 14  | 0                | 1                | 1                | 49               | -                | - | -                    | -                    | -                    |                      |                      |
| 2000-2001  | Flyers de Philadelphie   | LNH        | 53  | 5                | 5                | 10               | 109              | 2                | 0 | 0                    | 0                    | 20                   |                      |                      |
| 2001-2002  | Phantoms de Philadelphie | LAH        | 7   | 0                | 1                | 1                | 54               | -                | - | -                    | -                    | -                    |                      |                      |
| 2001-2002  | Flyers de Philadelphie   | LNH        | 55  | 3                | 4                | 7                | 141              | 3                | 0 | 0                    | 0                    | 0                    |                      |                      |
| 2002-2003  | Flyers de Philadelphie   | LNH        | 63  | 1                | 5                | 6                | 105              | 1                | 0 | 0                    | 0                    | 0                    |                      |                      |
| 2003-2004  | Flyers de Philadelphie   | LNH        | 49  | 1                | 4                | 5                | 136              | 1                | 0 | 0                    | 0                    | 2                    |                      |                      |
| 2003-2004  | Phantoms de Philadelphie | LAH        | 2   | 0                | 2                | 2                | 2                | -                | - | -                    | -                    | -                    |                      |                      |
| 2004-2005  | Phantoms de Philadelphie | LAH        | 42  | 4                | 12               | 16               | 142              | 16               | 2 | 2                    | 4                    | 33                   |                      |                      |
| 2005-2006  | Mighty Ducks d'Anaheim   | LNH        | 76  | 4                | 19               | 23               | 174              | 12               | 0 | 0                    | 0                    | 16                   |                      |                      |
| 2006-2007  | Ducks d'Anaheim          | LNH        | 10  | 0                | 3                | 3                | 36               | -                | - | -                    | -                    | -                    |                      |                      |
| 2006-2007  | Flyers de Philadelphie   | LNH        | 48  | 3                | 8                | 11               | 84               | -                | - | -                    | -                    | -                    |                      |                      |
| 2007-2008  | Stars de Dallas          | LNH        | 11  | 0                | 2                | 2                | 33               | -                | - | -                    | -                    | -                    |                      |                      |
| 2007-2008  | Wild du Minnesota        | LNH        | 58  | 6                | 5                | 11               | 106              | 6                | 1 | 1                    | 2                    | 16                   |                      |                      |
| 2008-2009  | Coyotes de Phoenix       | LNH        | 72  | 6                | 7                | 13               | 72               | -                | - | -                    | -                    | -                    |                      |                      |
| 2009-2010  | Lightning de Tampa Bay   | LNH        | 50  | 3                | 3                | 6                | 54               | -                | - | -                    | -                    | -                    |                      |                      |
| Totaux LNH | Totaux LNH               | Totaux LNH | 545 | 32               | 65               | 97               | 1 050            | 25               | 1 | 1                    | 2                    | 54                   |                      |                      |